# ニック・ポープ
ニック・ポープ（Nick Pope）こと、ニコラス・デイヴィッド・ポープ（Nicholas David Pope, 1992年4月19日 - ）は、イングランド・ケンブリッジシャー州ソーハム出身のサッカー選手。プレミアリーグ・ニューカッスル・ユナイテッドFC所属。ポジションはGK。イングランド代表。

## クラブ経歴
ユース時代をイプスウィッチ・タウンFCで過ごしていた。
2008年、16歳の時に解雇され、実質最下位である7部リーグのイスミアンフットボールリーグ のイスミアンリーグ・ディヴィジョン1・ノースに所属するベリー・タウンFCに入団。牛乳配達の仕事も副業でしていた。
2011年5月24日、フットボールリーグ1 (実質3部) のチャールトン・アスレティックFCに移籍するも、正GKの蓙を獲得することは出来ず、ローン移籍を繰り返すシーズンに終始した。
2016年7月19日、プレミアリーグに復帰を果たしたバーンリーFCと3年契約を締結。加入1年目の2016-17シーズンは、リーグ戦不出場で終了。
翌2017-18シーズンは、9月10日のクリスタル・パレスFC戦で、正GKのトム・ヒートンが前半戦で負傷した関係で、後半戦から途中出場となり、念願のプレミアリーグ初出場を果たし1-0の勝利に貢献。17日のアンフィールドでのリヴァプールFC戦では、相手攻撃陣の猛攻に耐え、1-1で凌ぎ切り勝ち点1をもたらす。更に10月1日のグディソン・パークでのエヴァートンFC戦では、1-0で自身初のプレミアリーグ完封勝利を達成した。10月9日、新たに2020年6月まで、バーンリーとの契約延長にサイン。11回の無失点試合を達成、チームはクラブ史上最高記録の勝ち点43を獲得し7位になった。
2018-19シーズンは怪我のためシーズンを丸々棒に振った。
翌2019-20シーズンに正守護神だったトム・ヒートンが移籍したため、同ポジションに返り咲き、シーズン15勝、クリーンシート15試合と自己最高のシーズンを送り、チームも10位で終了。
2022年6月23日、ニューカッスル・ユナイテッドFCへ4年契約で完全移籍することが発表された。

## 代表経歴

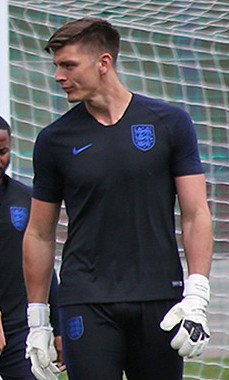
イングランド代表でのポープ（2018年）

2018年3月15日、バーンリーでの活躍が認められ、国際親善試合に挑むイングランド代表に初選出される。更に5月には、2018 FIFAワールドカップのメンバーにも招集された。

## 代表歴

### 出場大会
- イングランド代表
  - 2018 FIFAワールドカップ
  - 2022 FIFAワールドカップ

### 試合数
- 国際Aマッチ 10試合 0得点（2018年-2022年）[9]

| イングランド代表 | 国際Aマッチ | 国際Aマッチ |
| 年               | 出場        | 得点        |
| ---------------- | ----------- | ----------- |
| 2018             | 1           | 0           |
| 2019             | 1           | 0           |
| 2020             | 2           | 0           |
| 2021             | 3           | 0           |
| 2022             | 3           | 0           |
| 通算             | 10          | 0           |